# Хелемский, Леонид Владимирович
Леонид Владимирович Хелемский (укр. Леонід Володимирович Хелемський, позывной — Гиря; 5 декабря 1978, Киев — 6 июля 2023, Клещиевка) — украинский военнослужащий, сержант, участник российско-украинской войны. Герой Украины (2025, посмертно).

## Биография
Леонид Хелемский родился 5 декабря 1978 года в Киеве. Окончил Государственный университет информационно-коммуникационных технологий.
С 2015 по 2019 год служил в составе 79-й отдельной десантно-штурмовой бригады, принимая участие в ООС.
С началом полномасштабного российского вторжения в Укриану в 2022 году вступил в ряды 129-го батальона 112-й отдельной бригады территориальной обороны.
Погиб 6 июля 2023 года в районе села Клещиевка Донецкой области.
Похоронен на Лесном кладбище в Киеве.

## Награды
- Звание «Герой Украины» с удостоением ордена «Золотая Звезда» (2 января 2025, посмертно) — за личное мужество и героизм, проявленные в защите государственного суверенитета и территориальной целостности Украины, верность военной присяге[1].